# Policía Municipal de Valladolid
La Policía Municipal de Valladolid es un instituto armado de naturaleza civil, con estructura y organización jerarquizada dependiente del Ayuntamiento de Valladolid, dando servicio en las funciones que le son encomendadas dentro del término municipal vallisoletano, y fuera de él siempre en los supuesto regulados por la Ley.
Los servicios del Cuerpo son accesibles las 24 horas del día, 365 días al año a través del número de emergencias genérico 112, o a través del número de teléfono asignado en España para los cuerpos de policía locales: 092.
En la actualidad, y gracias al incremento de la colaboración con otros cuerpos policiales en la ciudad, la Policía Municipal da una respuesta a todas las emergencias en la que es requerida en un tiempo estimado menor a los 6 minutos en cualquier parte del término municipal.

## Marco normativo
La actividad diaria de la Policía Municipal de Valladolid está definida por:
- La Ley Orgánica 2/1986, de 13 de marzo, de Fuerzas y Cuerpos de Seguridad; que fija los criterios generales y las funciones de las fuerzas policiales en España en los 3 niveles (nacional, autonómico y municipal).
- La Ley 9/2003, de 8 de abril, de Coordinación de Policías Locales de Castilla y León; que establece y amplia las funciones de la Ley Orgánica 2/1986 así como fija criterios de uniformidad y rotulación de los cuerpos y unidades dentro del ámbito de la Comunidad Autónoma de Castilla y León.
- El Decreto 84/2005, de 10 de noviembre, de las Normas Marco a las que han de ajustarse los Reglamentos de las Policías Locales en el ámbito de la Comunidad de Castilla y León.

## Funciones
Las funciones que tiene encomendadas, por las anteriores leyes, están basadas en el mandato constitucional común a todas las Fuerzas y Cuerpos de Seguridad: la protección del libre ejercicio de los derechos y las libertades así como el garantizar la seguridad ciudadana dentro de sus respectivos ámbitos de actuación. En el caso concreto del cuerpo vallisoletano son:
- La protección a las Autoridades del Ayuntamiento de Valladolid, así como la vigilancia y/o custodia de sus edificios e instalaciones.
- La ordenación del tráfico en el casco urbano, de acuerdo con lo establecido en las normas de circulación españolas; no pudiendo intervenir más que en situaciones de emergencia en las vías interurbanas, que son competencia exclusiva de la Agrupación de Tráfico de la Guardia Civil.
- La instruicción de atestados por accidentes de circulación dentro del casco urbano y en las vías de su competencia.

- El ejercicio como Policía Administrativa en lo relativo a las Ordenanzas, Bandos y demás disposiciones municipales dentro del ámbito de su competencia.
- La participación en las funciones de Policía Judicial, en la forma en la Ley Orgánica 2/1986, de 13 de marzo, de Fuerzas y Cuerpos de Seguridad.
- La prestación de auxilio en los casos de accidente, catástrofe o calamidad pública, participando, en la forma prevista por la Ley, en la ejecución de los planes de Protección Civil.
- El efectuar diligencias de prevención y cuantas actuaciones tiendan a evitar la comisión de actos delictivos, en el marco de colaboración establecido en la Junta Local de Seguridad con el resto de Fuerzas y Cuerpos de Seguridad y Autoridades competentes.
- La vigilancia de los espacios públicos de la ciudad, y la colaboración con el Cuerpo Nacional de Policía en la protección de las manifestaciones y el mantenimiento del orden en grandes concentraciones humanas, cuando sean requeridos para ello.
- La cooperación en la resolución de los conflictos privados cuando sean requeridos para ello, especialmente en el ejercicio específico de sus funciones de policía de barrio, más cercana a los vecinos de la ciudad de Valladolid.

## Ámbito de actuación

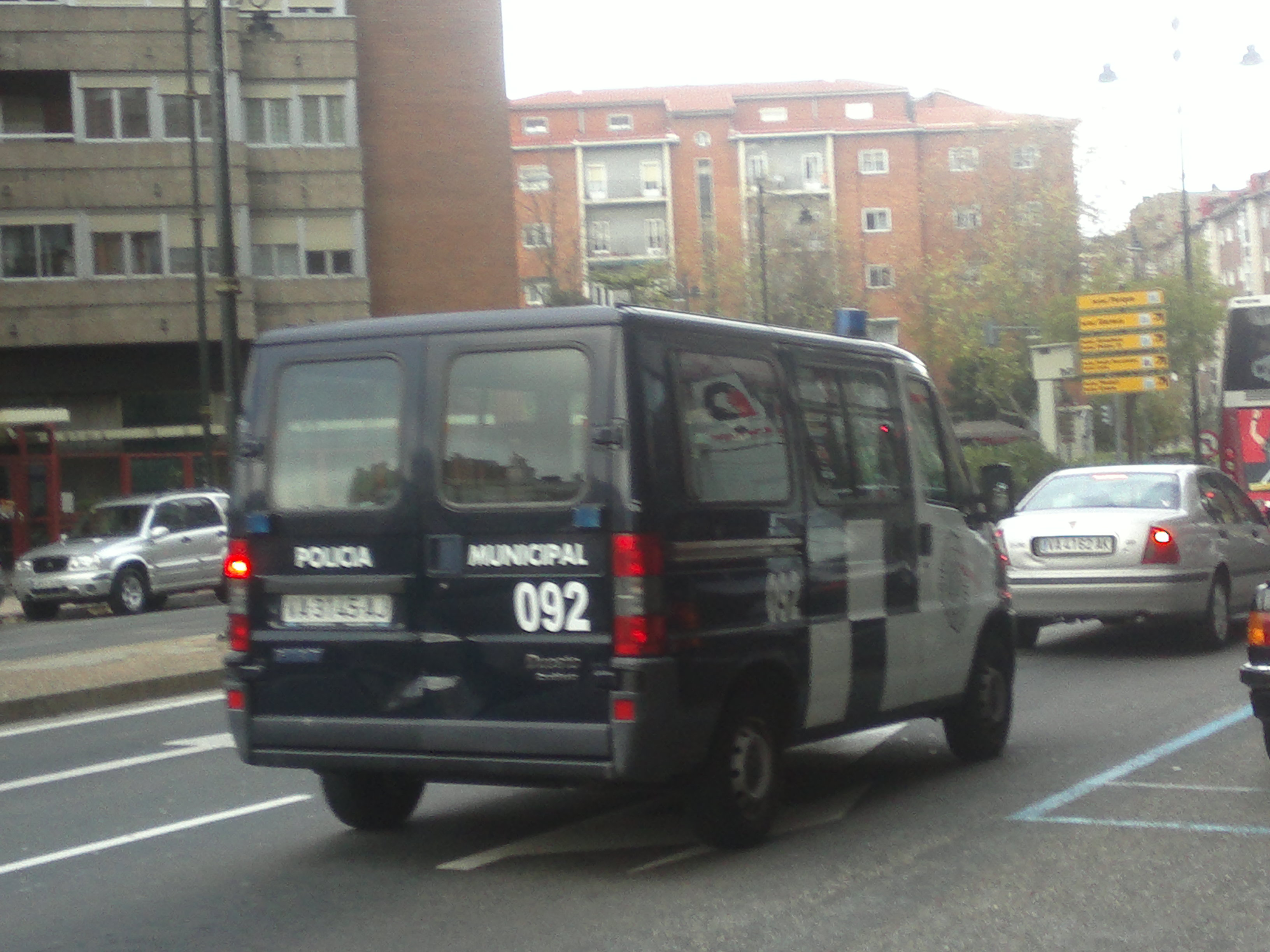
Furgón del Cuerpo

La zona de operaciones de la Policía Municipal de Valladolid está definida, de igual forma que para el resto de cuerpos de policía locales en todo el territorio nacional, por el artículo 51 de la Ley Orgánica 2/1986, de 13 de marzo, de Fuerzas y Cuerpos de Seguridad. En esta Ley Orgánica queda indicado que las fuerzas policiales dependientes de un Ayuntamiento solo pueden ejercer las funciones encomendadas dentro de sus respectivos términos municipales.
Sin embargo, también puede actuar dentro del territorio de la Comunidad Autónoma de Castilla y León en colaboración de otras fuerzas policiales a requerimiento de éstas o de la autoridad competente siempre y cuando sea autorizado a ello, o bien en situaciones de emergencia que lo demanden (persecuciones policiales por ejemplo).
La Policía Municipal de Valladolid ha colaborado fuera de su término municipal en diversas ocasiones, como es el caso de la colaboración anual en la concentración motera de Motauros, en la vecina localidad de Tordesillas.

## Estándares de calidad

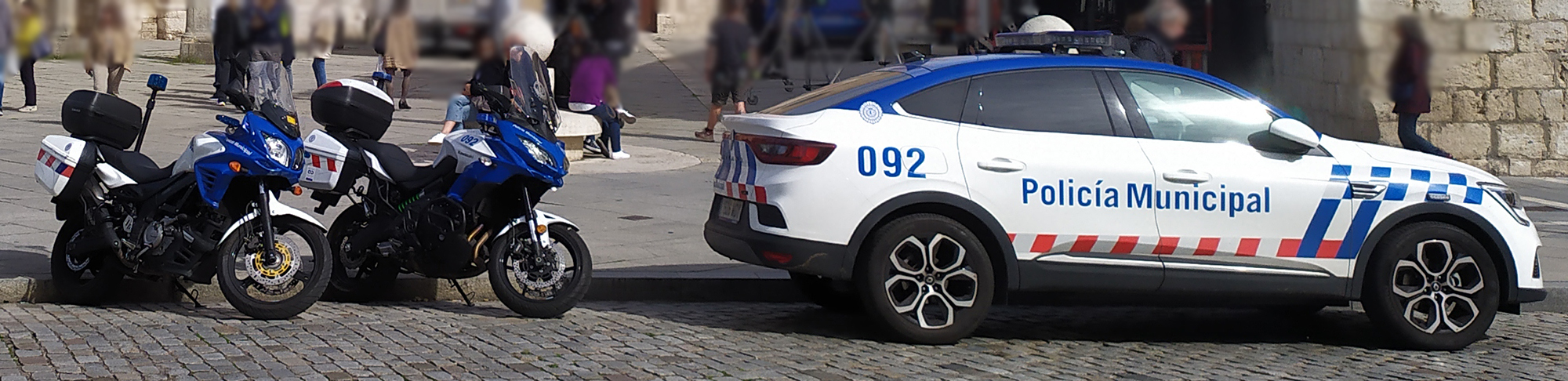
Vehículos actuales de la Policía Municipal de Valladolid.

La Policía Municipal vallisoletana fue el primer cuerpo policial en recorrer el camino de los estándares de calidad, obteniendo en marzo del año 2000 la Certificación de Calidad conforme a Normas UNE-EN-ISO 9002, que ha seguido renovando y mantiene actualmente. Desde entonces, ha recibido numerosas distinciones de distintas instituciones por su profesionalidad, su proximidad al ciudadano y el alto nivel de calidad en el desempeño de las funciones que tiene encomendada.
En el año 2018 se realizó una auditoría externa a todo el cuerpo de la Policía Municipal con el objetivo de comprobar que todo el servicio había sido adaptado a la certificación de calidad de la nueva Norma UNE-EN ISO 9001-2015. Este proceso comprobó también la incorporación al Manual de Calidad de todos los nuevos procedimientos operativos necesarios para poder renovar el Certificado del Sistema de Gestión de Calidad de la Policía Municipal de Valladolid. La respuesta fue positiva, por lo que desde el 6 de marzo de 2018, todas las unidades del Cuerpo, así como la Academia de Formación de la Policía Municipal, tienen la certificación de calidad correspondiente, habiendo logrado extender a toda la Policía Municipal de Valladolid los estándares de calidad, incluyendo los procesos de formación de los futuros agentes del servicio.

## Organigrama[6]
Jefatura
- Grupo Especial de Investigación y Seguridad
  - Servicio de Atención a Víctimas de Violencia Doméstica
  - Subgrupo Especial de Seguridad
  - Subgrupo de Inspección Central de Guardia
- Plana Mayor de Mando
  - Academia de la Policía Municipal
- División de Control de la Legalidad Vial
  - Sección de Disciplina Vial
- Sección de Servicios Generales
  - Grupo de Servicios Generales
    - Recursos
    - Registro, Documentación y Archivo
    - Gestión de Depósitos
- División Territorial
  - Grupo I
  - Grupo II
  - Grupo III
  - Grupo IV
  - Grupo V
- División de Servicios Técnicos y Especiales
  - Grupo de Servicios Técnicos
    - Subgrupo del Centro de Operaciones
    - Subgrupo de Protección Ambiental y Consumo

  - Grupo de Servicios Especiales
    - Subgrupo de Seguridad Estática
    - Subgrupo de Notificación e Informes
    - Subgrupo de Apoyo a la Circulación

## Unidades
La Policía Municipal de la capital vallisoletana, dado el tamaño de la ciudad y las necesidades específicas que esto genera, ha creado a lo largo de los años diversas unidades encargadas de funciones concretas para dar respuesta a diferentes problemáticas dentro de los límites de sus competencias, marcados tanto por la Ley Orgánica 2/1986 como por las decisiones tomadas dentro de la Junta Local de Seguridad con otros cuerpos policiales, el Consistorio y la Subdelegación del Gobierno en Valladolid.

### Servicio de Atención a Víctimas de Violencia Doméstica (SAVVD)
El Servicio de Atención a Víctimas de Violencia Doméstica de la Policía Municipal de Valladolid es un subgrupo del Grupo Especial de Investigación y Seguridad,creado el 22 de abril de 2002 y contando en sus inicios 12 agentes, un oficial y un subinspector al mando de la Unidad. Esta especialización policial surge como una necesidad dentro de la seguridad ciudadana encontrada a través del análisis de diferentes intervenciones policiales sobre esta problemática, especialmente dentro de parejas convivientes. La unidad SAVVD nace a imagen del ya existente Equipo de Atestados, compuesto por policías con una formación específica en policía judicial, realizando una selección entre los agentes y mandos interesados.
Uno de los puntos clave de las intervenciones de esta Unidad es la primacía de los agentes de paisano y en vehículos sin distintivo policial, con el objetivo de evitar una doble victimización de cara a la comunidad de las propias víctimas, primando la discreción. Los agentes del SAVVD están permanentemente coordinados con los Servicios Sociales municipales del Ayuntamiento de Valladolid para poder llegar a las posibles víctimas con mayr celeridad y prestar su ayuda así como iniciar las investigaciones pertinentes. En las intervenciones siempre hay asesoramiento de un abogado, y generalmente se cuenta también con la presencia de un psicólogo. La Unidad presta asesoramiento, cobertura psicológica, jurídica y asistencial a víctimas de violencia de género y violencia doméstica o en el ámbito familiar, y se ha desarrollado bajo su iniciativa el Programa de Atención a Víctimas de Violencia Doméstica, a través de los CEAS, con teléfonos móviles de urgencia para las víctimas.

### Policía de barrio
Las distintas comisarías de distrito cuentan con efectivos de policía de barrio, como estrategia de proximidad al ciudadano con el objetivo de generar lazos más estrechos con la comunidad y conocer de primera mano las problemáticas concretas de la demarcación de cada unidad. Se presta una atención personalizada a los vecinos, tanto telefónicamente, como presencial en las comisarías y en la propia vía pública.
La policía de barrio conoce paso a paso su zona de operaciones, estando apoyado por otros agentes motorizados en caso de urgencias. Los policías de estas unidades resuelven los problemas que se originan en sus distritos y protegen los intereses de todos los vecinos, teniendo entre sus funciones el velar por el funcionamiento de dotaciones públicas del barrio, prevenir con su presencia los actos delictivos y conocer el funcionamiento habitual de los delincuentes en su sector así como regular el uso de los bienes comunes e intervenir y mediar en conflictos privados que generan problemas en los barrios (ruidos, problemas vecinales, aparcamiento, obras, etc.).

### Unidad dron
Recientemente se ha incorporado al servicio, con una inversión de 18 000 euros, una unidad que presta servicio con drones dentro del término municipal de la capital, estando asignadas sus funciones a vigilancias de los espacios públicos de la ciudad, búsqueda de personas y animales, colaboración en incendios, control de aforos, dispositivos de seguridad específicos y asistencia en controles de tráfico en las vías públicas, así como colaboración en la reconstrucción de accidentes y en otras situaciones en las que servicios municipales losrequieran para la resolución de algún incidente la observación aérea para aportar información. Se ha estrenado su funcionamiento con la vigilancia de las medidas restrictivas de lucha contra el COVID-19 en las terrazas vallisoletanas, siguiendo el ejemplo de algunos otros municipios españoles.
La unidad está compuesta actualmente por diez agentes de la Policía Municipal formados en el manejo de este tipo de aparatos aéreos.

## Comisarías y distritos[4]
La Policía Municipal de Valladolid cuenta con una distribución más o menos homogénea por todo el casco urbano de la ciudad, garantizando una respuesta más rápida ante incidencias y especialmente facilitando el acceso de los vecinos a las comisarías, que se distribuyen en 5 distritos que abarcan más de un barrio tradicional o incluso distritos oficiales del Ayuntamiento de Valladolid, teniendo el Cuerpo su propia distribución espacial en base a criterios policiales.
- Jefatura (toda la ciudad de Valladolid)
  - Avda. de Burgos nº 11

- Comisaría Distrito Primero (distritos de Delicias, Pajarillos, San Isidro y Circular)
  - Calle Hornija n.º 5
- Comisaría Distrito Segundo (distritos de La Rondilla, Hospital y La Pilarica)
  - Avda. Palencia nº 41
- Comisaría Distrito Tercero (distritos de Parquesol, Huerta del Rey, La Victoria, Puente Jardín y Arturo Eyries)
  - Calle Federico Landrove Moiño nº 4
- Comisaría Distrito Cuarto (distritos de La Rubia, Covaresa, Parque Alameda, 4 de marzo y La Farola)
  - Ctra. de Rueda nº 29 bis
- Comisaría Distrito Quinto (distrito centro)
  - Avda. Burgos nº 11

## Colaboración con otros cuerpos policiales

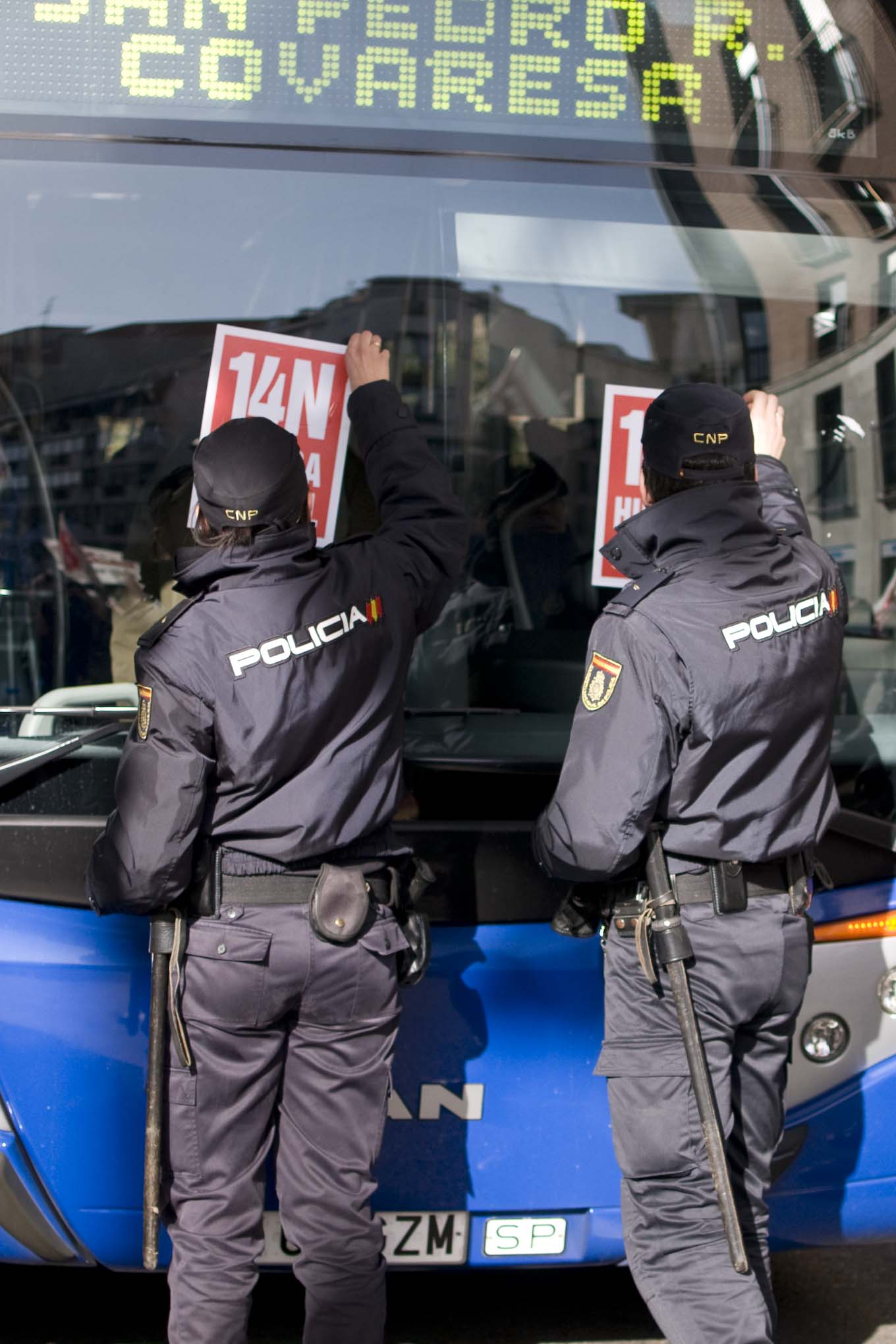
Agentes de la Policía Nacional retirando propaganda colocada en un autobús de AUVASA

Dentro del ejercicio de las funciones que tiene encomendada, la Policía Municipal de Valladolid realiza numerosas de ellas en estrecha colaboración con las Fuerzas y Cuerpos de Seguridad del Estado, especialmente con el Cuerpo Nacional de Policía, presente siempre en el núcleo urbano de la capital. Junto a la Policía Nacional presta servicio conjunto de seguridad ciudadana, acudiendo ambos cuerpos a cualquier incidencia en la vía pública o en domicilios privados para hacer cumplir la Ley y mantener y restablecer el orden público. El marco de colaboración entre ambos se resuelve siempre en la Junta Local de Seguridad, a la que acuden, entre otros, los representantes de ambos institutos armados.
De esta estrecha colaboración, surge en el año 2006 la Sala de Operaciones Conjunta entre ambos cuerpos, que funciona redirigiendo, cuando se encuentra en funcionamiento, las llamadas tanto del 092 (número de emergencias de la Policía Municipal) como del 091 (número de emergencias de la Policía Nacional) a una sola centralita donde trabajan agentes de las dos instituciones indistintamente. La sala conjunta ha conseguido evitar duplicidades en las llamadas y mejorar los tiempos de respuesta ante situaciones de emergencia de carácter policial, permitiendo hacer llegar la respuesta con mayor celeridad; además ha supuesto un incremento y mejora de la eficacia de las patrullas disponibles en las calles de Valladolid.
Representantes de asociaciones de la Guardia Civil de la Comandancia de Valladolid han exigido en reiteradas ocasiones la inclusión de este cuerpo y de su sala del Centro Operativo de Servicios (COS) dentro de la sala conjunta con la finalidad de dar un servicio de seguridad mucho más amplio, teniendo en cuenta que el alfoz de la capital es competencia exclusiva, en materia de seguridad ciudadana, de la Benemérita y la coordinación evitaría huidas y fugas de delincuentes de la capital hacia las vías interurbanas y pueblos del entorno.

## Divisas
|                 |            |       |           |              |         | Sin divisa |  |  |  |
|                 |            |       |           |              |         | Sin divisa |  |  |  |
|                 |            |       |           |              |         | Sin divisa |  |  |  |
| Superintendente | Intendente | Mayor | Inspector | Subinspector | Oficial | Policía    |  |  |  |
|                 |            |       |           |              |         |            |  |  |  |